# Branzi
Branzi är en ort och kommun i provinsen Bergamo i regionen Lombardiet i Italien. Kommunen hade 711 invånare (2018).